# Âm nhạc của Rewrite
Rewrite là một visual novel do Key phát triển và được Visual Art's phát hành vào năm 2011. Fan disc của Rewrite mang tựa Rewrite Harvest festa! phát hành vào năm 2012. Cốt truyện xoay quanh Tennouji Kotarou, một nam sinh có những khả năng phi thường cùng điều tra những điều huyền bí, siêu nhiên với năm nữ sinh học cùng trường. Quá trình điều tra đã kéo anh vào vòng xoáy một cuộc chiến giữa những triệu hồi sư sứ ma và những siêu năng lực gia đang tìm kiếm một cô gái tên là Kagari, người được ví như chiếc chìa khóa mở ra sự sống thông minh hoặc hủy diệt sự sống này trên Trái Đất. Tác phẩm được chuyển thể thành 13 tập anime truyền hình bởi 8bit, bắt đầu phát sóng từ năm 2016, do Tanaka Motoki (nghệ danh "Tensho") đạo diễn với phần âm nhạc được chuyển tải gần như toàn bộ từ visual novel nguyên tác. Các đĩa nhạc của Rewrite và Harvest festa! cùng chuyển thể anime của nó bao gồm năm đĩa đơn, hai soundtrack và năm album phối lại.
Cốt lõi trong các đĩa nhạc này là hai album soundtrack nguyên bản, một cho Rewrite và một cho Harvest festa!. Hai album này phát hành bởi Key Sounds Label vào các năm 2011 và 2012. Nhạc trong các album soundtrack được sáng tác và biên khúc bởi Maeda Jun, Orito Shinji, Iuchi Maiko, Hosoi Sōshi và Mizutsuki Ryō. Năm đĩa đơn phát hành từ năm 2011 đến 2016: hai đĩa chứa những bài hát chủ đề của visual novel, và ba đĩa còn lại dành cho chuyển thể anime. Các album phối lại chứa những nhạc phẩm trong game được phối bởi nhiều nghệ sĩ khác nhau và phát hành từ năm 2011 đến 2016.

## Album

### Soil
Soil là album phối lại một số nhạc phẩm chọn từ visual novel Rewrite, phối bởi nhiều nghệ sĩ khác nhau. Album được soạn và sản xuất chủ yếu bởi Orito Shinji, Iuchi Maiko, Hosoi Sōshi và Mizutsuki Ryō. Album ra mắt dưới dạng tặng phẩm đính kèm theo gói ấn bản giới hạn đầu tiên trên PC của Rewrite vào ngày 24 tháng 6 năm 2011, mang số catalog KSLA-0070 của Key Sounds Label. Như vậy nó không được bán ra một cách độc lập. Album gồm một đĩa với mười bản nhạc nền trong visual novel đã qua biến tấu. Annabel thể hiện ca khúc "Reply" trong album.
| Danh sách bài    | Danh sách bài                           | Danh sách bài                                    | Danh sách bài                 | Danh sách bài |
| STT              | Nhan đề                                 | Phổ nhạc                                         | Biên khúc                     | Thời lượng    |
| ---------------- | --------------------------------------- | ------------------------------------------------ | ----------------------------- | ------------- |
| 1.               | "Hinagiku" (ヒナギク)                   | Iuchi Maiko                                      | Inai Keiji (Imagine)          | 3:37          |
| 2.               | "Sanka" (散花)                          | Mizutsuki Ryō                                    | Raiden Nakayama               | 3:51          |
| 3.               | "Watabōshi" (綿帽子)                    | Hosoi Sōshi                                      | Tsuchiya Shōhei (Zuntata)     | 4:16          |
| 4.               | "Phobia"                                | Hosoi Sōshi                                      | Sakamto Sōichirō (Supersweep) | 4:09          |
| 5.               | "Asagao" (アサガオ)                     | Iuchi Maiko                                      | Manyo (Little Wing)           | 4:08          |
| 6.               | "Exploration"                           | Orito Shinji                                     | Kirioka Maki (Procyon Studio) | 4:02          |
| 7.               | "Genkyō ~ Nirinsō" (幻境 ～ ニリンソウ) | Mizutsuki Ryō ("Genkyō") Hosoi Sōshi ("Nirinsō") | Technouchi                    | 5:11          |
| 8.               | "Retribution"                           | Orito Shinji                                     | Oka Soyo                      | 4:22          |
| 9.               | "Reply" (Annabel trình bày)             | Orito Shinji                                     | Myu                           | 4:38          |
| 10.              | "Anthurium" (アンスリウム)              | Mizutsuki Ryō                                    | Sakamoto Hideki (Noisycroak)  | 4:07          |
| Tổng thời lượng: | Tổng thời lượng:                        | Tổng thời lượng:                                 | Tổng thời lượng:              | 42:21         |

### Rewrite Original SoundTrack
Rewrite Original SoundTrack là album soundtrack gồm toàn bộ nhạc phẩm nguyên bản trong visual novel Rewrite, phát hành lần đầu vào ngày 12 tháng 8 năm 2011 trong sự kiện Comiket 80 ở Nhật Bản bởi Key Sounds Label, mang số catalog KSLA-0073–0075; sau đó được bán chính thức vào ngày 28 tháng 10 năm 2011. Soundtrack gồm ba đĩa với tổng cộng 63 nhạc phẩm được soạn, biên khúc và sản xuất bởi Maeda Jun, Orito Shinji, Iuchi Maiko, Hosoi Sōshi, Mizutsuki Ryō, Anant-Garde Eyes, MintJam, Donmaru, Manyo và Manack. Có bốn ca sĩ tham gia thể hiện bảy bài hát trong album: Mizutani Runa hát "Philosophyz" và "Yami no Kanata e", Tada Aoi thể hiện "Watari no Uta" và "CANOE", Yanagi Nagi trình bày "Koibumi" và "Itsuwaranai Kimi e", và "Rewrite" do Psychic Lover phụ trách.
| Đĩa 1 | Đĩa 1                                                                                  | Đĩa 1               | Đĩa 1               | Đĩa 1      |
| STT   | Nhan đề                                                                                | Phổ nhạc            | Biên khúc           | Thời lượng |
| ----- | -------------------------------------------------------------------------------------- | ------------------- | ------------------- | ---------- |
| 1.    | "Philosophyz" (Tonokawa Yūto phổ lời; Mizutani Runa trình bày)                         | Orito Shinji        | MintJam             | 4:51       |
| 2.    | "Tabi" (旅)                                                                            | Maeda Jun           | Anant-Garde Eyes    | 1:54       |
| 3.    | "Mebuki" (芽吹き)                                                                      | Mizutsuki Ryō       | Mizutsuki Ryō       | 3:26       |
| 4.    | "Fertilizer"                                                                           | Orito Shinji        | Iuchi Maiko         | 2:49       |
| 5.    | "Karai" (花蕾)                                                                         | Iuchi Maiko         | Iuchi Maiko         | 3:51       |
| 6.    | "Kajitsu" (果実)                                                                       | Mizutsuki Ryō       | Mizutsuki Ryō       | 2:12       |
| 7.    | "Raised Bed"                                                                           | Mizutsuki Ryō       | Mizutsuki Ryō       | 4:36       |
| 8.    | "Nirinsō" (ニリンソウ)                                                                 | Hosoi Sōshi         | Hosoi Sōshi         | 3:08       |
| 9.    | "Asagao" (アサガオ)                                                                    | Iuchi Maiko         | Iuchi Maiko         | 2:30       |
| 10.   | "Anthurium" (アンスリウム)                                                             | Mizutsuki Ryō       | Mizutsuki Ryō       | 2:45       |
| 11.   | "Carnation" (カーネーション)                                                           | Orito Shinji        | Iuchi Maiko         | 2:41       |
| 12.   | "Sunbright" (サンブライト)                                                             | Orito Shinji        | MintJam             | 3:38       |
| 13.   | "Hinagiku" (ヒナギク)                                                                  | Iuchi Maiko         | Iuchi Maiko         | 2:58       |
| 14.   | "Honesty"                                                                              | Orito Shinji        | Iuchi Maiko         | 3:16       |
| 15.   | "Shinsō Shinrin" (深層森林)                                                            | Iuchi Maiko         | Iuchi Maiko         | 2:09       |
| 16.   | "Exploration"                                                                          | Orito Shinji        | Orito Shinji        | 3:49       |
| 17.   | "Tōdo" (凍土)                                                                          | Hosoi Sōshi         | Hosoi Sōshi         | 2:47       |
| 18.   | "Kappanbyō" (褐斑病)                                                                   | Iuchi Maiko         | Iuchi Maiko         | 2:33       |
| 19.   | "Watabōshi" (綿帽子)                                                                   | Hosoi Sōshi         | Hosoi Sōshi         | 2:37       |
| 20.   | "DIS is a Pain"                                                                        | Orito Shinji        | Orito Shinji        | 1:39       |
| 21.   | "Eruptible"                                                                            | Orito Shinji        | Orito Shinji        | 2:28       |
| 22.   | "Yami no Kanata e" (闇の彼方へ) (Tsukagoshi Yūichirō phổ lời; Mizutani Runa trình bày) | Tsukagoshi Yūichirō | Tsukagoshi Yūichirō | 5:14       |

| Đĩa 2 | Đĩa 2                                              | Đĩa 2         | Đĩa 2           | Đĩa 2      |
| STT   | Nhan đề                                            | Phổ nhạc      | Biên khúc       | Thời lượng |
| ----- | -------------------------------------------------- | ------------- | --------------- | ---------- |
| 1.    | "Rewrite" (YOFFY phổ lời; Psychic Lover trình bày) | YOFFY         | Ōishi Kenichiro | 3:55       |
| 2.    | "Retribution"                                      | Orito Shinji  | Orito Shinji    | 2:19       |
| 3.    | "Potted One"                                       | Iuchi Maiko   | Iuchi Maiko     | 3:02       |
| 4.    | "YO-SHI-NO"                                        | Orito Shinji  | Orito Shinji    | 2:13       |
| 5.    | "Sorrowless"                                       | Orito Shinji  | Iuchi Maiko     | 2:58       |
| 6.    | "Yuriha" (揺葉)                                    | Orito Shinji  | Iuchi Maiko     | 3:36       |
| 7.    | "Sanka" (散花)                                     | Mizutsuki Ryō | Mizutsuki Ryō   | 3:36       |
| 8.    | "Genkyō" (幻境)                                    | Mizutsuki Ryō | Mizutsuki Ryō   | 3:29       |
| 9.    | "Kari" (刈り)                                      | Iuchi Maiko   | Iuchi Maiko     | 2:34       |
| 10.   | "Scene of Carnage"                                 | Iuchi Maiko   | Iuchi Maiko     | 2:11       |
| 11.   | "Scene of Carnage Aggressiveness"                  | Iuchi Maiko   | Iuchi Maiko     | 2:11       |
| 12.   | "Phobic"                                           | Hosoi Sōshi   | Hosoi Sōshi     | 1:33       |
| 13.   | "Phobia"                                           | Hosoi Sōshi   | Hosoi Sōshi     | 3:35       |
| 14.   | "Scene Shifts There"                               | Mizutsuki Ryō | Mizutsuki Ryō   | 4:22       |
| 15.   | "Kuroboshibyō" (黒星病)                            | Hosoi Sōshi   | Hosoi Sōshi     | 2:25       |
| 16.   | "Koshi" (枯死)                                     | Hosoi Sōshi   | Hosoi Sōshi     | 2:16       |
| 17.   | "Finale"                                           | Iuchi Maiko   | Iuchi Maiko     | 2:36       |
| 18.   | "Reply"                                            | Orito Shinji  | Mizutsuki Ryō   | 4:48       |
| 19.   | "Toxoplasma"                                       | Hosoi Sōshi   | Hosoi Sōshi     | 2:46       |
| 20.   | "Minori" (実り)                                    | Mizutsuki Ryō | Mizutsuki Ryō   | 2:58       |
| 21.   | "Philosophy of Ours"                               | Orito Shinji  | Manack          | 3:45       |
| 22.   | "Philosophy of Yours"                              | Orito Shinji  | Orito Shinji    | 3:14       |
| 23.   | "Exploration2 Symphonic"                           | Orito Shinji  | Manack          | 4:01       |

| Đĩa 3            | Đĩa 3 | Đĩa 3                   | Đĩa 3               | Đĩa 3      |
| STT              | Nhan đề                                                                                                  | Phổ nhạc                | Biên khúc           | Thời lượng |
| ---------------- | --- | ----------------------- | ------------------- | ---------- |
| 1.               | "Philosophyz (GT Ver.)"                                                                                  | Orito Shinji            | MintJam             | 4:53       |
| 2.               | "Rewrite (instrumental)"                                                                                 | YOFFY                   | Kenichiro Ōishi     | 3:55       |
| 3.               | "Remembrance"                                                                                            | Orito Shinji            | Manack              | 4:26       |
| 4.               | "Daichi" (大地)                                                                                          | Hosoi Sōshi             | Hosoi Sōshi         | 2:27       |
| 5.               | "Radiance"                                                                                               | Hosoi Sōshi             | Hosoi Sōshi         | 3:18       |
| 6.               | "Koiuta" (恋歌) (Yanagi Nagi trình bày)                                                                  | Orito Shinji            | Manyo               | 2:44       |
| 7.               | "Koibumi" (恋文) (Tonokawa Yūto phổ lời; Yanagi Nagi trình bày)                                          | Orito Shinji            | Manyo               | 6:28       |
| 8.               | "Itsuwaranai Kimi e" (偽らない君へ) (Ryukishi07 phổ lời; Yanagi Nagi trình bày)                          | Orito Shinji            | Morifuji Shōji      | 6:46       |
| 9.               | "Watari no Uta" (渡りの詩) (Maeda Jun phổ lời; Tada Aoi trình bày)                                       | Maeda Jun               | Anant-Garde Eyes    | 4:15       |
| 10.              | "CANOE" (Maeda Jun và Tanaka Romeo phổ lời; Tada Aoi trình bày)                                          | Maeda Jun               | Anant-Garde Eyes    | 6:06       |
| 11.              | "Hinagiku (orgel Ver.)" (ヒナギク)                                                                       | Iuchi Maiko             | Donmaru             | 3:02       |
| 12.              | "Philosophyz (Game size Ver)" (Tonokawa Yūto phổ lời; Mizutani Runa trình bày)                           | Orito Shinji            | MintJam             | 2:57       |
| 13.              | "Rewrite (Game size Ver)" (YOFFY phổ lời; Psychic Lover trình bày)                                       | YOFFY                   | Ōishi Kenichiro     | 1:33       |
| 14.              | "Yami no Kanata e (Game size Ver)" (闇の彼方へ) (Tsukagoshi Yūichirō phổ lời; Mizutani Runa trình bày)   | Tsukagoshi Yūichirō     | Tsukagoshi Yūichirō | 3:27       |
| 15.              | "Koibumi (Game size Ver)" (恋文) (Tonokawa Yūto phổ lời; Yanagi Nagi trình bày)                          | Orito Shinji            | Manyo               | 4:24       |
| 16.              | "Itsuwaranai Kimi e (Game size Ver)" (偽らない君へ) (Ryukishi07 phổ lời; Yanagi Nagi trình bày)          | Orito Shinji            | Morifuji Shōji      | 4:11       |
| 17.              | "Bonus Track (Horobi no Uta)" (Bonus Track (滅びの歌)) (Tạo ra bằng cách đảo ngược giai điệu của "Tabi") | Maeda Jun, Orito Shinji |                     | 1:30       |
| 18.              | "Bonus Track (Lucia Chakushin'on)" (Bonus Track (ルチア着信音))                                          | Orito Shinji            |                     | 1:07       |
| Tổng thời lượng: | Tổng thời lượng:                                                                                         | Tổng thời lượng:        | Tổng thời lượng:    | 205:07     |

### Branch
Branch là album biên khúc một số nhạc phẩm chọn từ visual novel Rewrite, biến tấu bởi nhiều nghệ sĩ khác nhau. Album được soạn và sản xuất chủ yếu bởi Maeda Jun, Orito Shinji, Iuchi Maiko, Hosoi Sōshi và Mizutsuki Ryō. Album phát hành ngày 29 tháng 12 năm 2011 trong sự kiện Comiket 81 bởi Key Sounds Label, mang số catalog KSLA-0076. Album gồm tám bài nhạc nền trong visual novel đã qua biến tấu. Ba ca sĩ tham gia thể hiện năm bài hát trong album: Annabel thể hiện điệp khúc của "Orbita", Mao hát "Fertilizer" và "Kajitsu Renka", và Yanagi Nagi trình bày "Little Forest" và "Reply". Hầu hết các ca khúc đều mang âm hưởng dân ca hoặc ballad.
| Danh sách bài    | Danh sách bài                                                      | Danh sách bài    | Danh sách bài    | Danh sách bài |
| STT              | Nhan đề                                                            | Phổ nhạc         | Biên khúc        | Thời lượng    |
| ---------------- | ------------------------------------------------------------------ | ---------------- | ---------------- | ------------- |
| 1.               | "Tabi" (旅)                                                        | Maeda Jun        | Inai Keiji       | 2:30          |
| 2.               | "Fertilizer" (Ryukishi07 phổ lời; Mao trình bày)                   | Orito Shinji     | Manyo            | 5:09          |
| 3.               | "Nirinsō" (ニリンソウ)                                             | Hosoi Sōshi      | Kirioka Maki     | 4:15          |
| 4.               | "Little Forest" (Yanagi Nagi phổ lời và trình bày)                 | Iuchi Maiko      | Kirioka Maki     | 4:41          |
| 5.               | "Orbita" (Ayaha và Manyo phổ lời; Annabel trình bày)               | Iuchi Maiko      | Manyo            | 5:03          |
| 6.               | "Kajitsu Renka" (過日憐歌) (Tonokawa Yūto viết lời; Mao trình bày) | Mizutsuki Ryō    | Sakamoto Hideki  | 6:09          |
| 7.               | "Daichi ～ Radiance" (大地 ～ Radiance)                            | Hosoi Sōshi      | Sakamoto Hideki  | 5:26          |
| 8.               | "Reply" (Yanagi Nagi phổ lời và trình bày)                         | Orito Shinji     | Inai Keiji       | 5:12          |
| Tổng thời lượng: | Tổng thời lượng:                                                   | Tổng thời lượng: | Tổng thời lượng: | 38:25         |

### Feast
Feast là album soundtrack gồm toàn bộ nhạc phẩm nguyên bản trong visual novel Rewrite Harvest festa!. Album được kèm theo bản phát hành đầu tiên của game vào ngày 27 tháng 7 năm 2012, mang số catalog KSLA-0081 của Key Sounds Label. Soundtrack gồm một đĩa với 14 nhạc phẩm được soạn, biên khúc và sản xuất bởi Orito Shinji, Iuchi Maiko, Hosoi Sōshi, Mizutsuki Ryō, Tsukagoshi Yūichirō của NanosizeMir và Miwa Manabu (Manack). Tada Aoi trình bày hai phiên bản đầy đủ và ngắn (trong game) của "Harvest", còn Mizutani Runa của NanosizeMir thể hiện hai phiên bản đầy đủ và ngắn (trong game) của "Sasayaka na Hajimari".
| Danh sách bài    | Danh sách bài                                                                                              | Danh sách bài       | Danh sách bài             | Danh sách bài |
| STT              | Nhan đề | Phổ nhạc            | Biên khúc                 | Thời lượng    |
| ---------------- | --- | ------------------- | ------------------------- | ------------- |
| 1.               | "Harvest" (Tonokawa Yūto phổ lời; Tada Aoi trình bày)                                                      | Iuchi Maiko         | Iuchi Maiko               | 4:10          |
| 2.               | "irrigated land"                                                                                           | Tsukagoshi Yūichirō | Tsukagoshi Yūichirō       | 3:32          |
| 3.               | "Houga" (萌芽)                                                                                             | Orito Shinji        | Orito Shinji, Miwa Manabu | 4:20          |
| 4.               | "Moonbright" (ムーンブライト)                                                                              | Orito Shinji        | Mizutsuki Ryō             | 3:34          |
| 5.               | "Quaesitor"                                                                                                | Hosoi Sōshi         | Hosoi Sōshi               | 3:26          |
| 6.               | "Fight for nowhere"                                                                                        | Orito Shinji        | Orito Shinji              | 3:00          |
| 7.               | "winners!"                                                                                                 | Orito Shinji        | Orito Shinji              | 1:06          |
| 8.               | "Redemptor"                                                                                                | Hosoi Sōshi         | Hosoi Sōshi               | 3:41          |
| 9.               | "Ai o Susugu" (愛を濯ぐ)                                                                                   | Iuchi Maiko         | Mizutsuki Ryō             | 4:52          |
| 10.              | "Yotsuyu" (夜露)                                                                                           | Orito Shinji        | Miwa Manabu               | 4:48          |
| 11.              | "Sasayaka na Hajimari" (ささやかなはじまり) (NanosizeMir phổ lời; Mizutani Runa trình bày)                 | Tsukagoshi Yūichirō | Tsukagoshi Yūichirō       | 5:56          |
| 12.              | "irrigated land (echo)"                                                                                    | Tsukagoshi Yūichirō | Tsukagoshi Yūichirō       | 3:32          |
| 13.              | "Harvest (Game size Ver)" (Tonokawa Yūto phổ lời; Tada Aoi trình bày)                                      | Iuchi Maiko         | Iuchi Maiko               | 1:39          |
| 14.              | "Sasayaka na Hajimari (Game size Ver)" (ささやかなはじまり) (NanosizeMir phổ lời; Mizutani Runa trình bày) | Tsukagoshi Yūichirō | Tsukagoshi Yūichirō       | 2:20          |
| Tổng thời lượng: | Tổng thời lượng:                                                                                           | Tổng thời lượng:    | Tổng thời lượng:          | 49:56         |

### Dye Mixture
Dye Mixture là album biên khúc một số nhạc phẩm chọn từ hai visual novel Rewrite và Rewrite Harvest festa!, biến tấu thành phiên bản rock. Album phát hành lần đầu vào ngày 29 tháng 12 năm 2012 trong sự kiện Comiket 83 bởi Key Sounds Label, mang số catalog KSLA-0091; sau đó được bán chính thức vào ngày 28 tháng 3 năm 2014. Album gồm một đĩa với mười nhạc phẩm được biến tấu bằng guitar bởi nhóm nhạc rock MintJam, gồm hai thành viên là a2c và Terra. Ba ca sĩ tham gia thể hiện ba bài hát trong album: Tada Aoi hát "Harvest", Yanagi Nagi thể hiện "Koibumi", và Mizutani Runa trình bày "Sasayaka na Hajimari". Album được soạn và sản xuất chủ yếu bởi Orito Shinji, Hosoi Sōshi, Iuchi Maiko và NanosizeMir.
| Danh sách bài    | Danh sách bài                                                                              | Danh sách bài       | Danh sách bài    | Danh sách bài |
| STT              | Nhan đề                                                                                    | Phổ nhạc            | Biên khúc        | Thời lượng    |
| ---------------- | ------------------------------------------------------------------------------------------ | ------------------- | ---------------- | ------------- |
| 1.               | "Harvest" (Tonokawa Yūto phổ lời; Tada Aoi trình bày)                                      | Iuchi Maiko         | a2c, Terra       | 4:11          |
| 2.               | "Potted One"                                                                               | Iuchi Maiko         | Terra            | 2:57          |
| 3.               | "Kari" (刈り)                                                                              | Iuchi Maiko         | a2c, Terra       | 2:54          |
| 4.               | "Fight for nowhere"                                                                        | Orito Shinji        | a2c              | 3:46          |
| 5.               | "Sorrowless"                                                                               | Orito Shinji        | a2c, Terra       | 3:27          |
| 6.               | "Remembrance"                                                                              | Orito Shinji        | a2c, Terra       | 3:47          |
| 7.               | "Koibumi" (恋文) (Tonokawa Yūto phổ lời; Yanagi Nagi trình bày)                            | Orito Shinji        | a2c              | 6:26          |
| 8.               | "Radiance"                                                                                 | Hosoi Sōshi         | a2c              | 4:53          |
| 9.               | "Reply"                                                                                    | Orito Shinji        | a2c              | 5:00          |
| 10.              | "Sasayaka na Hajimari" (ささやかなはじまり) (NanosizeMir phổ lời; Mizutani Runa trình bày) | Tsukagoshi Yūichirō | a2c              | 5:54          |
| Tổng thời lượng: | Tổng thời lượng:                                                                           | Tổng thời lượng:    | Tổng thời lượng: | 43:15         |

### Crann Mór
Crann Mór (nghĩa là Cây đại thụ viết bằng tiếng Ireland) là album phối lại một số nhạc phẩm chọn từ visual novel Rewrite. Album phát hành ngày 29 tháng 12 năm 2015 trong sự kiện Comiket 89 bởi Key Sounds Label, mang số catalog KSLA-0112. Album gồm một đĩa với 12 bản nhạc được Higuchi Hideki tái thể hiện. Ca sĩ Tada Aoi đóng góp hai ca khúc mới là "Kono Ki no Shita de" và "Sleeping Forest". Album được soạn và sản xuất chủ yếu bởi Maeda Jun, Orito Shinji, Iuchi Maiko, Hosoi Sōshi và Mizutsuki Ryō.
| Danh sách bài    | Danh sách bài                                                          | Danh sách bài            | Danh sách bài |
| STT              | Nhan đề                                                                | Phổ nhạc                 | Thời lượng    |
| ---------------- | ---------------------------------------------------------------------- | ------------------------ | ------------- |
| 1.               | "Tabi" (旅)                                                            | Maeda Jun, Mizutsuki Ryō | 4:04          |
| 2.               | "Mebuki" (芽吹き)                                                      | Mizutsuki Ryō            | 4:20          |
| 3.               | "Karai" (花蕾)                                                         | Iuchi Maiko              | 3:30          |
| 4.               | "Asagao" (アサガオ)                                                    | Iuchi Maiko              | 3:11          |
| 5.               | "Nirinsō" (ニリンソウ)                                                 | Hosoi Sōshi              | 6:20          |
| 6.               | "Kono Ki no Shita de" (この木の下で) (Kai phổ lời; Tada Aoi trình bày) | Mizutsuki Ryō            | 6:48          |
| 7.               | "Raised Bed"                                                           | Mizutsuki Ryō            | 4:18          |
| 8.               | "Remembrance"                                                          | Orito Shinji             | 5:00          |
| 9.               | "Sorrowless"                                                           | Orito Shinji             | 3:37          |
| 10.              | "Yuriha" (揺葉)                                                        | Orito Shinji             | 3:45          |
| 11.              | "Hinagiku" (ヒナギク)                                                  | Iuchi Maiko              | 3:58          |
| 12.              | "Sleeping Forest" (Kai phổ lời; Tada Aoi trình bày)                    | Mizutsuki Ryō            | 6:07          |
| Tổng thời lượng: | Tổng thời lượng:                                                       | Tổng thời lượng:         | 54:58         |

### Selene
Selene là album phối lại một số nhạc phẩm chọn từ hai visual novel Rewrite và Rewrite Harvest festa!. Album được bán kèm theo Rewrite+ phát hành ngày 29 tháng 7 năm 2016, mang số catalog KSLA-0116 của Key Sounds Label. Album gồm một đĩa với 11 bản nhạc được nhiều nghệ sĩ hòa âm.  Album được soạn và sản xuất chủ yếu bởi Orito Shinji, Hosoi Sōshi và Iuchi Maiko. "Philosophyz (Mizoguchi Yūma remix)" do Mizutani Runa trình bày, và "Sunbright (ALR Remix)" được Kitazawa Ayaka thể hiện.
| Danh sách bài    | Danh sách bài                                                                         | Danh sách bài    | Danh sách bài                   | Danh sách bài |
| STT              | Nhan đề                                                                               | Phổ nhạc         | Biên khúc                       | Thời lượng    |
| ---------------- | ------------------------------------------------------------------------------------- | ---------------- | ------------------------------- | ------------- |
| 1.               | "Philosophyz (Mizoguchi Yūma remix)" (Tonokawa Yūto phổ lời; Mizutani Runa trình bày) | Orito Shinji     | Mizonokuchi Yūma                | 4:43          |
| 2.               | "DIS is a Pain (morbid Rock mix)"                                                     | Orito Shinji     | Irus                            | 3:38          |
| 3.               | "Eruptible (Freezer Remix)"                                                           | Orito Shinji     | Freezer                         | 4:17          |
| 4.               | "Quaesitor (Shouya Namai Remix)"                                                      | Hosoi Sōshi      | Namai Shōya                     | 5:04          |
| 5.               | "Sunbright (ALR Remix)" (サンブライト) (Ryukishi07 phổ lời; Kitazawa Ayaka trình bày) | Orito Shinji     | Minoshima Masayoshi             | 5:37          |
| 6.               | "Redemptor (Digital Universum ver)"                                                   | Hosoi Sōshi      | Shoyu                           | 4:24          |
| 7.               | "Phobia (LU-I Remix)"                                                                 | Hosoi Sōshi      | LU-I                            | 5:48          |
| 8.               | "Finale (Kissing the Mirror Mix)"                                                     | Iuchi Maiko      | Wooming, Kenkawa, Natsuki Akira | 4:09          |
| 9.               | "Retribution (Muzik Servant & Freezer Remix)"                                         | Orito Shinji     | Muzik Servant, Freezer          | 4:12          |
| 10.              | "Fight for nowhere (Kissing the Mirror Mix)"                                          | Orito Shinji     | Wooming                         | 3:51          |
| 11.              | "Kari (Mizoguchi Yūma remix)" (刈り)                                                  | Iuchi Maiko      | Mizonokuchi Yūma                | 4:01          |
| Tổng thời lượng: | Tổng thời lượng:                                                                      | Tổng thời lượng: | Tổng thời lượng:                | 49:44         |

### Rewrite Original Soundtrack
Rewrite Original Soundtrack is a soundtrack containing music tracks featured in the Rewrite anime series by 8-Bit. It was released on June 28, 2017 in Japan by Key Sounds Label bearing the catalog numbers KSLA-0136–0139.

## Đĩa đơn

### Philosophyz
"Philosophyz" là đĩa đơn của visual novel Rewrite, gồm ca khúc chủ đề mở đầu thứ nhất và ca khúc chủ đề kết thúc thứ nhất trong game, cả hai bài đều được Mizutani Runa của nhóm nhạc dōjin NanosizeMir thể hiện. Đĩa đơn phát hành ngày 28 tháng 1 năm 2011 bởi Key Sounds Label, mang số catalog KSLA-0067. Đĩa đơn có sáu bản nhạc bao gồm các phiên bản gốc, ngắn và phối khí của "Philosophyz" và "Yami no Kanata e". Đĩa đơn được soạn, biên khúc và sản xuất bởi Orito Shinji, Tonokawa Yūto, MintJam và Tsukagoshi Yūichirō của NanosizeMir.
| Danh sách bài    | Danh sách bài                                                                                           | Danh sách bài       | Danh sách bài       | Danh sách bài |
| STT              | Nhan đề                                                                                                 | Phổ nhạc            | Biên khúc           | Thời lượng    |
| ---------------- | --- | ------------------- | ------------------- | ------------- |
| 1.               | "Philosophyz" (Tonokawa Yūto phổ lời; Mizutani Runa trình bày)                                          | Orito Shinji        | MintJam             | 4:52          |
| 2.               | "Yami no Kanata e" (闇の彼方へ) (Tsukagoshi Yūichirō phổ lời; Mizutani Runa trình bày)                  | Tsukagoshi Yūichirō | Tsukagoshi Yūichirō | 5:16          |
| 3.               | "Philosophyz (Game size Ver.)" (Tonokawa Yūto phổ lời; Mizutani Runa trình bày)                         | Orito Shinji        | MintJam             | 2:58          |
| 4.               | "Yami no Kanata e (Game size Ver.)" (闇の彼方へ) (Tsukagoshi Yūichirō phổ lời; Mizutani Runa trình bày) | Tsukagoshi Yūichirō | Tsukagoshi Yūichirō | 3:27          |
| 5.               | "Philosophyz (off vocal Ver.)"                                                                          | Orito Shinji        | MintJam             | 4:52          |
| 6.               | "Yami no Kanata e (off vocal Ver.)" (闇の彼方へ)                                                        | Tsukagoshi Yūichirō | Tsukagoshi Yūichirō | 5:15          |
| Tổng thời lượng: | Tổng thời lượng:                                                                                        | Tổng thời lượng:    | Tổng thời lượng:    | 26:40         |

### Rewrite
"Rewrite" là đĩa đơn của Psychic Lover phát hành ngày 27 tháng 5 năm 2011 bởi Key Sounds Label, mang số catalog KSLA-0069. "Rewrite" đã được dùng làm ca khúc chủ đề mở đầu thứ hai của visual novel Rewrite. Đĩa đơn có bốn bản nhạc bao gồm các phiên bản gốc, ngắn, không lời và phối cụ của "Rewrite".
Tất cả các ca khúc được viết bởi YOFFY và biên khúc bởi Ōishi Kenichiro.
| Danh sách bài    | Danh sách bài                                        | Danh sách bài |
| STT              | Nhan đề                                              | Thời lượng    |
| ---------------- | ---------------------------------------------------- | ------------- |
| 1.               | "Rewrite" (Psychic Lover trình bày)                  | 3:55          |
| 2.               | "Rewrite (Game size Ver.)" (Psychic Lover trình bày) | 1:33          |
| 3.               | "Rewrite (off vocal Ver.)"                           | 3:55          |
| 4.               | "Rewrite (Instrumental Ver.)"                        | 3:53          |
| Tổng thời lượng: | Tổng thời lượng:                                     | 13:16         |

### Philosophyz / Sasayaka na Hajimari
"Philosophyz / Sasayaka na Hajimari" (ささやかなはじまり) là đĩa đơn dành cho bộ anime Rewrite do 8bit sản xuất, phát hành ngày 27 tháng 7 năm 2016 tại Nhật Bản bởi Key Sounds Label, mang số catalog KSLA-0118. Đĩa đơn gồm hai ca khúc chủ đề đầu và kết phim của anime ở các phiên bản đầy đủ, ngắn (trên TV) và phối cụ. Bài hát đầu phim là "Philosophyz" và bài hát kết phim là "Sasayaka na Hajimari", đều do Mizutani Runa của NanosizeMir thể hiện. Hai nhạc phẩm này là các bản remix của hai ca khúc chủ đề trong visual novel Rewrite và Rewrite Harvest festa! nguyên tác. Đĩa đơn được soạn và sản xuất bởi Orito Shinji và Tsukagoshi Yūichirō của NanosizeMir.
| Danh sách bài    | Danh sách bài | Danh sách bài       | Danh sách bài       | Danh sách bài |
| STT              | Nhan đề | Phổ nhạc            | Biên khúc           | Thời lượng    |
| ---------------- | --- | ------------------- | ------------------- | ------------- |
| 1.               | "Philosophyz (TV animation ver.)" (Tonokawa Yūto phổ lời; Mizutani Runa trình bày)                                       | Orito Shinji        | MintJam             | 4:55          |
| 2.               | "Sasayaka na Hajimari (TV animation ver.)" (ささやかなはじまり) (NanosizeMir phổ lời; Mizutani Runa trình bày)           | Tsukagoshi Yūichirō | Tsukagoshi Yūichirō | 5:53          |
| 3.               | "Philosophyz (TV animation ver.) (TV Size)" (Tonokawa Yūto phổ lời; Mizutani Runa trình bày)                             | Orito Shinji        | MintJam             | 1:39          |
| 4.               | "Sasayaka na Hajimari (TV animation ver.) (TV Size)" (ささやかなはじまり) (NanosizeMir phổ lời; Mizutani Runa trình bày) | Tsukagoshi Yūichirō | Tsukagoshi Yūichirō | 1:31          |
| 5.               | "Philosophyz (TV animation ver.) (Instrumental)"                                                                         | Orito Shinji        | MintJam             | 4:53          |
| 6.               | "Sasayaka na Hajimari (TV animation ver.) (Instrumental)" (ささやかなはじまり)                                           | Tsukagoshi Yūichirō | Tsukagoshi Yūichirō | 5:52          |
| Tổng thời lượng: | Tổng thời lượng: | Tổng thời lượng:    | Tổng thời lượng:    | 24:43         |

### End of the World / Hetakuso na Uta
"End of the World / Hetakuso na Uta" (へたくそな唄) là đĩa đơn dành cho bộ anime Rewrite do 8bit sản xuất, phát hành ngày 21 tháng 9 năm 2016 tại Nhật Bản bởi Key Sounds Label, mang số catalog KSLA-0120. Đĩa đơn gồm ca khúc chủ đề đầu phim thứ hai của anime là "End of the World" do Kumaki Anri thể hiện ở các phiên bản đầy đủ, ngắn (trên TV) và phối cụ. Đĩa đơn được soạn, biên khúc và sản xuất bởi Maeda Jun và Manyo.
Tất cả các ca khúc được viết bởi Maeda Jun và biên khúc bởi Manyo.
| Danh sách bài    | Danh sách bài                                            | Danh sách bài |
| STT              | Nhan đề                                                  | Thời lượng    |
| ---------------- | -------------------------------------------------------- | ------------- |
| 1.               | "End of the World" (Kumaki Anri trình bày)               | 5:15          |
| 2.               | "Hetakuso na Uta" (へたくそな唄) (Kumaki Anri trình bày) | 6:27          |
| 3.               | "End of the World (TV size)" (Kumaki Anri trình bày)     | 1:34          |
| 4.               | "End of the World (Instrumental)"                        | 5:13          |
| 5.               | "Hetakuso na Uta (Instrumental)" (へたくそな唄)          | 6:29          |
| Tổng thời lượng: | Tổng thời lượng:                                         | 24:58         |

### Word of Dawn / Okiraku Kyūsai
"Word of Dawn / Okiraku Kyūsai" (おきらく☆きゅうさい) là đĩa đơn dành cho bộ anime Rewrite do 8bit sản xuất, phát hành ngày 21 tháng 9 năm 2016 tại Nhật Bản bởi Key Sounds Label, mang số catalog KSLA-0121. Đĩa đơn gồm ca khúc chủ đề kết phim thứ hai của anime là "Word of Dawn" do Tada Aoi thể hiện ở các phiên bản đầy đủ, ngắn (trên TV) và phối cụ. Đĩa đơn được soạn, biên khúc và sản xuất bởi Takeshita Tomohiro, Kai và Manyo.
Tất cả lời bài hát được viết bởi Kai; tất cả nhạc phẩm được soạn bởi Takeshita Tomohiro.
| Danh sách bài    | Danh sách bài                                               | Danh sách bài      | Danh sách bài |
| STT              | Nhan đề                                                     | Biên khúc          | Thời lượng    |
| ---------------- | ----------------------------------------------------------- | ------------------ | ------------- |
| 1.               | "Word of Dawn" (Tada Aoi trình bày)                         | Manyo              | 4:44          |
| 2.               | "Okiraku Kyūsai" (おきらく☆きゅうさい) (Tada Aoi trình bày) | Takeshita Tomohiro | 4:25          |
| 3.               | "Word of Dawn (TV size)" (Tada Aoi trình bày)               | Manyo              | 1:35          |
| 4.               | "Word of Dawn (Instrumental)"                               | Manyo              | 4:45          |
| 5.               | "Okiraku Kyūsai (Instrumental)" (おきらく☆きゅうさい)       | Takeshita Tomohiro | 4:27          |
| Tổng thời lượng: | Tổng thời lượng:                                            | Tổng thời lượng:   | 19:56         |

## Vị trí trên bảng xếp hạng
| Album                                | Ngày phát hành      | Nhãn đĩa                          | Định dạng | Vị trí cao nhất trên bảng xếp hạng Oricon |
| ------------------------------------ | ------------------- | --------------------------------- | --------- | ----------------------------------------- |
| Rewrite Original SoundTrack          | 12 tháng 8 năm 2011 | Key Sounds Label (KSLA-0073–0075) | CD        | 96                                        |
| "Philosophyz / Sasayaka na Hajimari" | 27 tháng 7 năm 2016 | Key Sounds Label (KSLA-0118)      | CD        | 37                                        |
| "End of the World / Hetakuso na Uta" | 21 tháng 9 năm 2016 | Key Sounds Label (KSLA-0120)      | CD        | 23                                        |
| "Word of Dawn / Okiraku Kyūsai"      | 21 tháng 9 năm 2016 | Key Sounds Label (KSLA-0121)      | CD        | 29                                        |